# Cyanocorax cayanus
Cyanocorax cayanus là một loài chim trong họ Corvidae.